# Monte Gentile
Monte Gentile è una località situata su un'altura di 580 m s.l.m. nel comune di Ariccia, in provincia di Roma, nell'area dei Castelli Romani.
A Monte Gentile sono stati rinvenuti i resti della Villa di Aulo Vitellio Germanico, di cui attualmente è in luce solo una piccolissima porzione: questa villa probabilmente venne inglobata dall'imperatore Tito Flavio Domiziano (81-96) nella sua villa imperiale, che abbracciava tutta la zona attorno al Lago Albano.
Oggi Monte Gentile è una località contraddistinta dalle numerose abitazioni signorili immerse nel verde dell'antica Silva Nemorense. In prossimità di Monte Gentile si verifica la singolare illusione ottica della salita che va in discesa.
Nel 2010 Montegentile diventa un importante centro di scambi delle comunità contadine dei Castelli Romani e nel Lazio di prodotti della terra a Km0, dal produttore al consumatore, attraverso il Mercato Contadino dei Castelli Romani organizzato settimanalmente ogni mercoledi', sabato e domenica dalle 8:30 alle 13:30.